# Nollendorfplatz
Der Nollendorfplatz liegt im Norden des Berliner Ortsteils Schöneberg im Bezirk Tempelhof-Schöneberg und ist mit einer weitläufigen Straßenkreuzung ein wichtiger Verkehrsknotenpunkt der Hauptstadt. Der gleichnamige U-Bahnhof wird von vier Linien der Berliner U-Bahn bedient.
Auf der im Norden am Großen Stern mit der Siegessäule im Tiergarten beginnenden Straßenachse folgen Lützow- und Nollendorfplatz. Rund 200 Meter weiter südlich liegt der Winterfeldtplatz.
Ab 1864 trug das Areal den Namen der nordböhmischen Ortschaft Nollendorf (tschechisch: Nakléřov), Schauplatz der Schlacht bei Kulm und Nollendorf, und wurde 1880 als Platz auf der Grenze zwischen der damaligen Stadt Charlottenburg und der Gemeinde Schöneberg angelegt. Sein ursprünglicher Charakter als typischer Berliner Schmuckplatz des 19. Jahrhunderts und Teil des Generalszugs ist heute nicht mehr erkennbar.

## Entstehung und Benennung

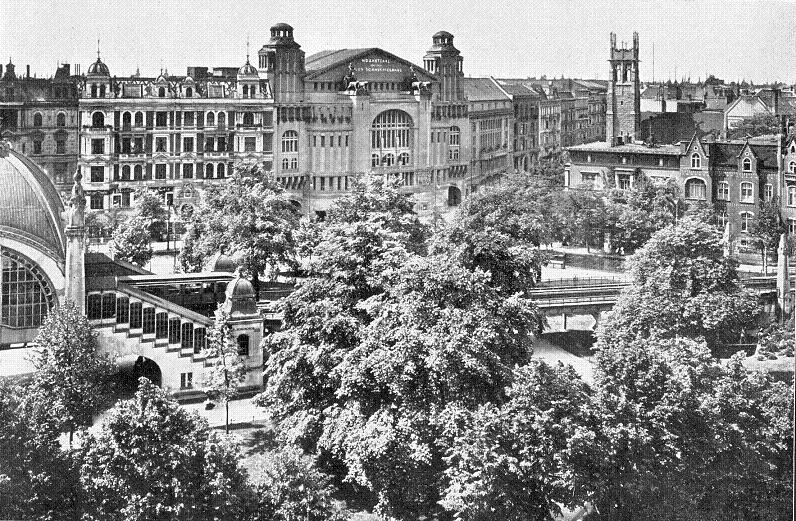
Nollendorfplatz, um 1905/1906. Oben rechts der Turm der „Amerikanischen Kirche“

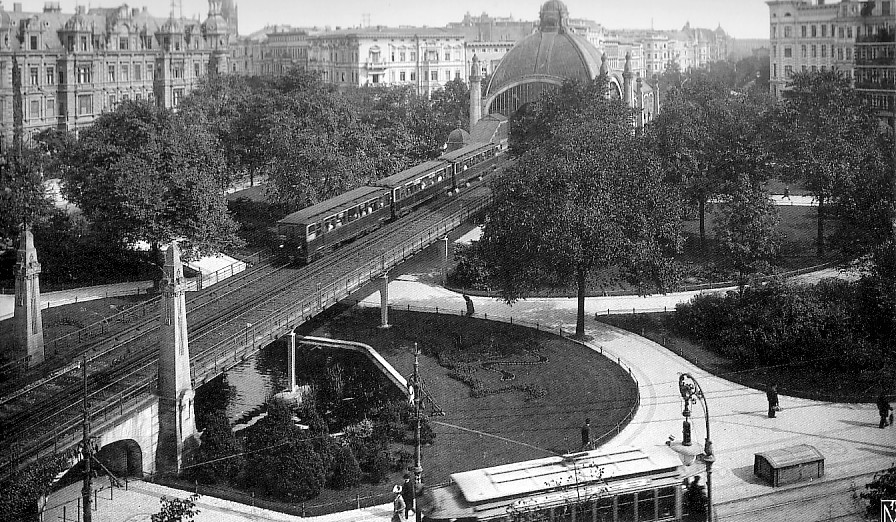
Nollendorfplatz, 1907

Der Nollendorfplatz entstand als Teil des Generalszugs, einer Folge von Straßen und Plätzen, die im 19. Jahrhundert – bis etwa 1880 – in den heutigen Ortsteilen Schöneberg und Kreuzberg ausgebaut wurden. Die Arbeiten basierten auf älteren Planungen des königlich-preußischen Generalgartendirektors Peter Joseph Lenné (1789–1866) und auf dem Hobrecht-Plan von 1862, einem umfassenden Bebauungsplan, der unter anderem eine Gürtelstraße an der Peripherie des damaligen Berlin vorsah. Die Bezeichnungen der einzelnen Abschnitte beziehen sich auf Heerführer und Schauplätze aus den Befreiungskriegen 1813–1815 gegen Napoleon Bonaparte. Der Nollendorfplatz erhielt seinen Namen am 27. November 1864. Er erinnert an die für das Königreich Preußen siegreiche Schlacht bei Kulm und Nollendorf (heute in Tschechien) Ende August 1813. Kommandierender General war Friedrich von Kleist, der nach dem Sieg den Adelstitel Graf mit dem Beinamen ‚von Nollendorf‘ erhielt; er ist Namensgeber der Kleiststraße, die vom im Westen liegenden Wittenbergplatz zum Nollendorfplatz hin führt. Die nach Osten zum Dennewitzplatz weiterführende Bülowstraße ist nach General Friedrich Wilhelm von Bülow benannt.

## Gestaltung und Veränderung
Der Platz wurde 1880 nach den Vorstellungen von Peter Josef Lenné angelegt. In der Mitte des Platzes befand sich eine kleine, parkähnliche Anlage, charakteristisch für die städtischen Schmuckplätze der Zeit: Eine kreisrunde Rasenfläche, zum Teil mit Blumen bepflanzt und von Baumreihen umgeben.
Der südöstliche Teil des Platzes gehörte zu Schöneberg, der nordwestliche, etwas größere Teil zu Charlottenburg, beide seinerzeit noch selbstständige Gemeinden. Die Grenze der Stadt Berlin verlief etwa 200 Meter nördlich des Platzes. Die geteilten Zuständigkeiten führten wiederholt zu Differenzen in Angelegenheiten, die den Platz betrafen. Umstritten war beispielsweise die Frage, an welcher Stelle die von Osten herangeführte Hochbahn zur Untergrundbahn werden sollte; Anwohner hatten gegen Lärmbelästigung und ungünstigere Lichtverhältnisse protestiert.
Die Berliner Gebietsreform mit Wirkung zum 1. April 1938 hatte zahlreiche Begradigungen der Bezirksgrenzen sowie einige größere Gebietsänderungen zur Folge. So wurde auch das gesamte Areal des Nollendorfplatzes Schöneberger Gebiet.
Der Bau des U-Bahnhofs Nollendorfplatz mit dem Hochbahnviadukt um die Wende zum 20. Jahrhundert war ein erheblicher Eingriff in die Struktur des Platzes (→ Geschichte der Berliner U-Bahn). Nach Beendigung der umfangreichen Arbeiten wurden jedoch die Grünanlagen nach Plänen der Stadt Charlottenburg und auf Kosten der Hochbahngesellschaft aufwendig wiederhergestellt. Zeitgenössische Fotografien zeigen, dass die Anmutung des Platzes als Schmuckplatz im Wesentlichen erhalten geblieben war. Unterhalb der Hochbahnkonstruktion wurde 1904 der Nickelmannbrunnen des Bildhauers Ernst Westphal angebracht.
Im Zweiten Weltkrieg erlitten der Nollendorfplatz und die umliegenden Bauten bei den Luftangriffen der Alliierten und der Schlacht um Berlin schwere Schäden. Die zerstörten Gebäude wurden ohne ersichtliches Gesamtkonzept durch Neubauten ersetzt. Der Platz selbst wurde nach 1971 verkehrsgerecht ausgebaut; das geschah vor allem zugunsten der Kleist- und der Bülowstraße, die als vielbefahrene Durchgangsstraßen Teil der schnellsten Verbindung zwischen den Ortsteilen Kreuzberg und Charlottenburg sind. Heute besteht der Platz hauptsächlich aus dem U-Bahn-Gebäude, zwei breiten Straßen beidseitig der Hochbahntrasse und einem ausgedehnten Kreuzungsbereich. Auf einer Restfläche wurde ein Parkplatz angelegt.

## Bebauung

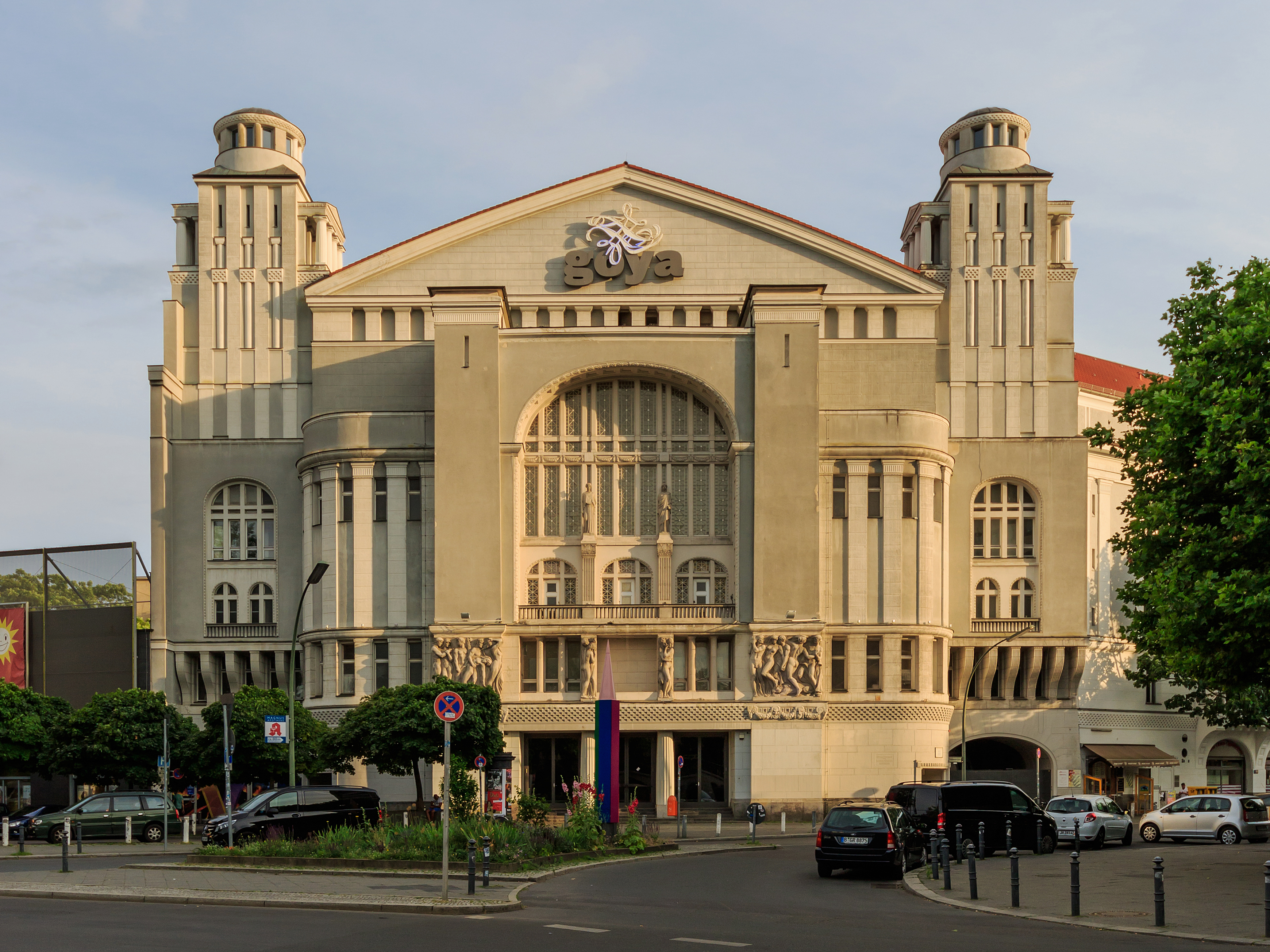
Das einstige Neue Schauspielhaus, später Metropol-Theater und Goya, heute wieder Metropol.

Auf der Schöneberger Seite hatten einst große Baugesellschaften und Banken die Erschließung und Bebauung des umliegenden Areals übernommen. Am Rand des Nollendorfplatzes entstanden repräsentative Gebäude, dagegen wurden die Grundstücke in der Bülowstraße kompakt bebaut mit Häusern, die man wegen ihrer beengten Wohnverhältnisse bald Mietskasernen nannte. Bis zum Gründerkrach von 1873 war diese Entwicklung im Wesentlichen beendet. Nördlich des Platzes entwickelte sich eine ganz andere Siedlungsstruktur. Der Gemüsegärtner und Landbesitzer Georg Friedrich Kielian (1806–1876) ließ zwischen 1867 und 1870 auf seinen nun parzellierten Äckern eine Villenkolonie ausschließlich für zahlungskräftige und vornehme Interessenten anlegen. Heute sind nur noch wenige der einst rund 60 Villen vorhanden. Die Bezeichnungen Kielgan-Viertel und Kielganstraße erinnern, wenn auch in falsch übernommener Schreibweise, an den Gründer des Stadtviertels.
Zu Beginn des 20. Jahrhunderts wurden am Nollendorfplatz drei markante Bauwerke errichtet:

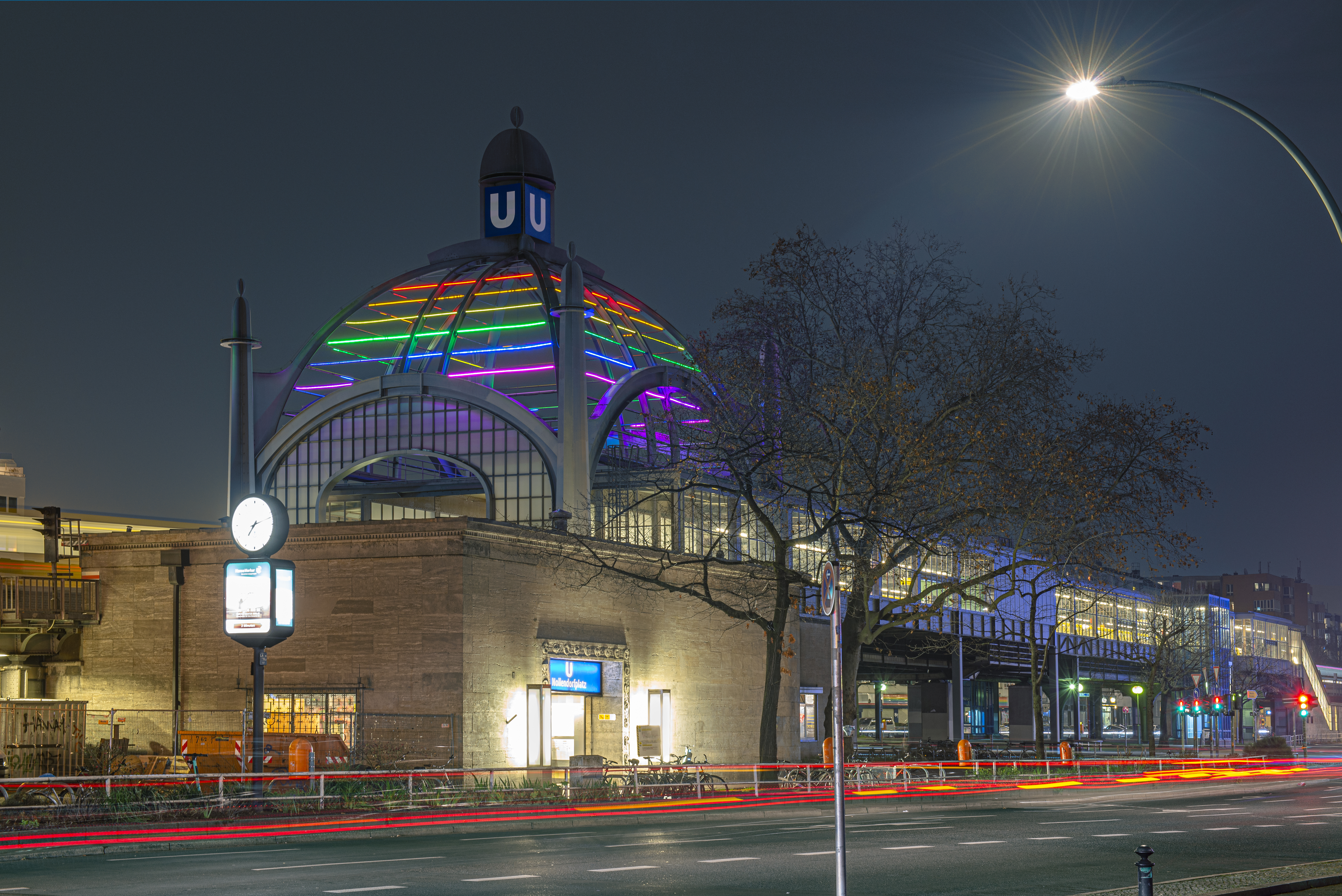
Die Kuppel des U-Bahnhofs Nollendorfplatz leuchtet in den Regenbogenfarben

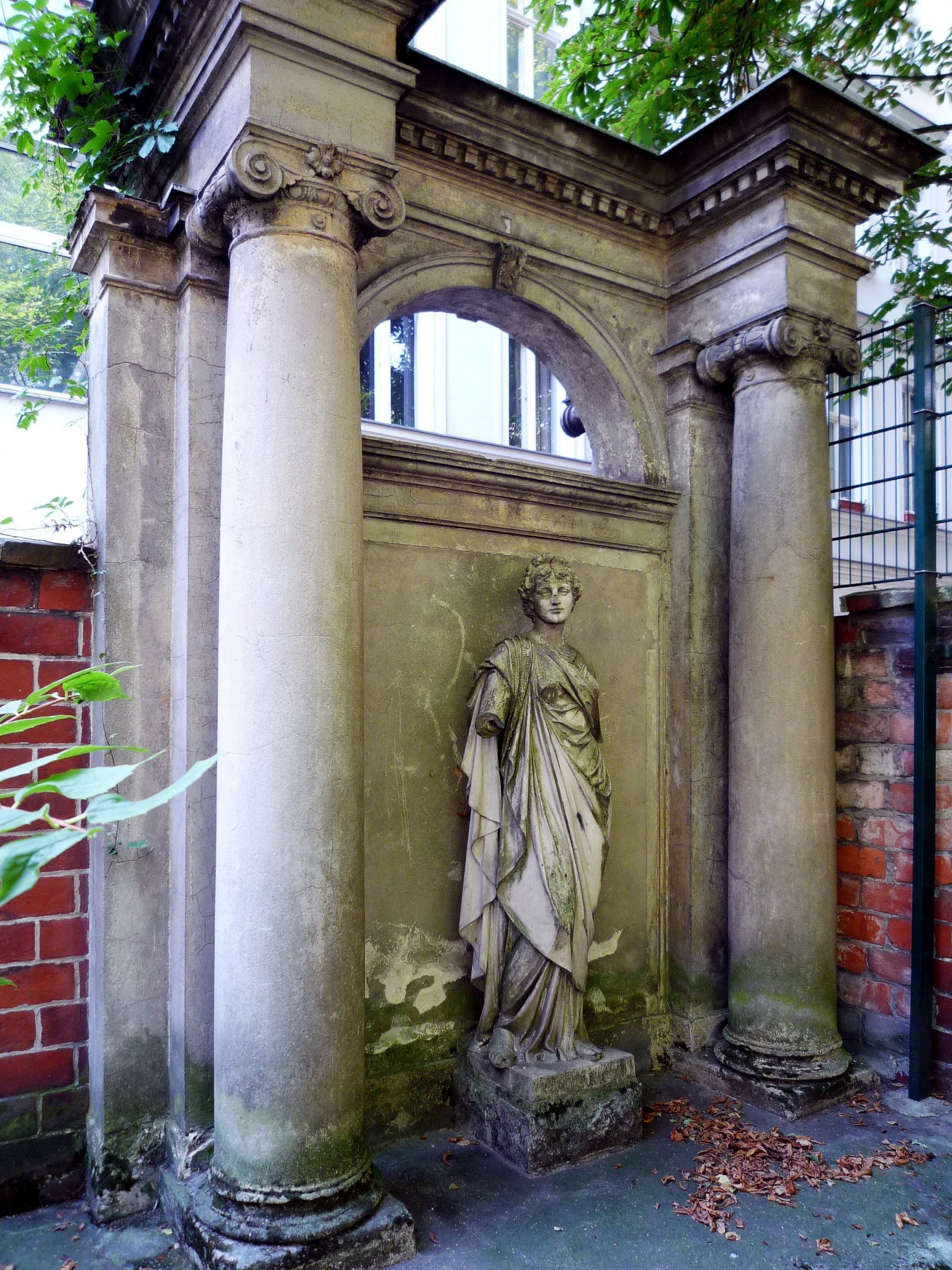
Fragment der zerstörten „Amerikanischen Kirche“

- Am Anfang der Motzstraße erbaute 1900–1902 der Architekt Otto March die „Amerikanische Kirche“. Auftraggeber war die seit 1896 bestehende Berliner Gemeinde der unabhängigen „American Church“. Das Gebäude mit formaler Anlehnung an die  englische Gotik wurde im Zweiten Weltkrieg stark beschädigt und 1958 abgerissen. Auf dem Hof des neu bebauten Grundstücks stehen ein Architekturfragment mit Säulen und eine steinerne Statue, offenbar nach griechischem Vorbild. Beides wird der zerstörten Kirche zugerechnet.[2]
- 1905/1906 entstand als Neues Schauspielhaus ein Theaterbau, der später Theater am Nollendorfplatz und Metropol hieß. Architekt des stilistisch zwischen Tradition und Moderne angesiedelten Bauwerks war Albert Fröhlich für das Büro Boswau & Knauer. Neben dem Theatersaal und einem holzgetäfelten Konzertsaal gab es im Haus ein Weinrestaurant, ein Bierrestaurant und im Hof einen Konzertgarten. Historisch besonders bedeutsam waren die Jahre 1927 bis 1931, als Erwin Piscator hier mit modernster Bühnentechnik seine revolutionären, zeitkritischen Theateraufführungen inszenierte. Heute erhalten ist nur noch das prachtvolle Vorderhaus (Foyerbereiche), der eigentliche Bühnenbau mit seinen Hinter- und Seitenbühnenbereichen sowie den Garderoben fiel den Bomben zum Opfer. Nacheinander fand das Gebäude als Theater, Operettenbühne, Kino, Varieté, Diskothek und kurzzeitig als Speise- und Tanzklub Verwendung. Besonders erwähnenswert ist hierbei der Musikclub Loft, den Gäste durch einen Seiteneingang an der rechten Seite des Hauses betrat. Unter der Leitung von Monika Döring avancierte der Veranstaltungsort zwischen 1983 und 1987 zu einer der Top-Adressen der Avantgarde-Musikszene der 1980er Jahre in West-Berlin und verhalf der Stadt zu dessen Ruf als Musikmetropole. Zuletzt firmierte es unter dem Namen Goya und wurde unter anderem für Galaveranstaltungen genutzt. Im Mai 2014 wurde das Goya erneut geschlossen. Seit April 2019 finden dort wieder Veranstaltungen unter dem Namen Metropol statt.[3][4]
- Der U-Bahnhof Nollendorfplatz besteht aus einem Hochbahnhof und einem zweigeschossigen unterirdischen Bahnhof. Für den 1902 eröffneten Haltepunkt hatte die Stadt Charlottenburg eine besonders anspruchsvolle Gestaltung verlangt, dem Charakter des Platzes entsprechend. Die Architekten Wilhelm Cremer und Richard Wolffenstein entwarfen ein Gebäude mit vielen Schmuckelementen und einer Kuppel als besonderem Merkmal. Im Zweiten Weltkrieg wurde das Gebäude einschließlich der Kuppel schwer beschädigt und danach vereinfacht wieder soweit instand gesetzt, dass es seine Funktion erfüllen konnte. 1999 begann eine denkmalgerechte Sanierung, die ursprünglich verglaste Kuppel wurde als stilisierte, offene Eisenkonstruktion in den alten Abmessungen neu errichtet. Hier erinnert an der Südseite der Fassade seit 1989 eine Gedenktafel an die homosexuellen Opfer des Nationalsozialismus. Es war das erste öffentliche Denkmal für diese Opfergruppe in einer deutschen Stadt.[5]

## Bewohner und Besucher

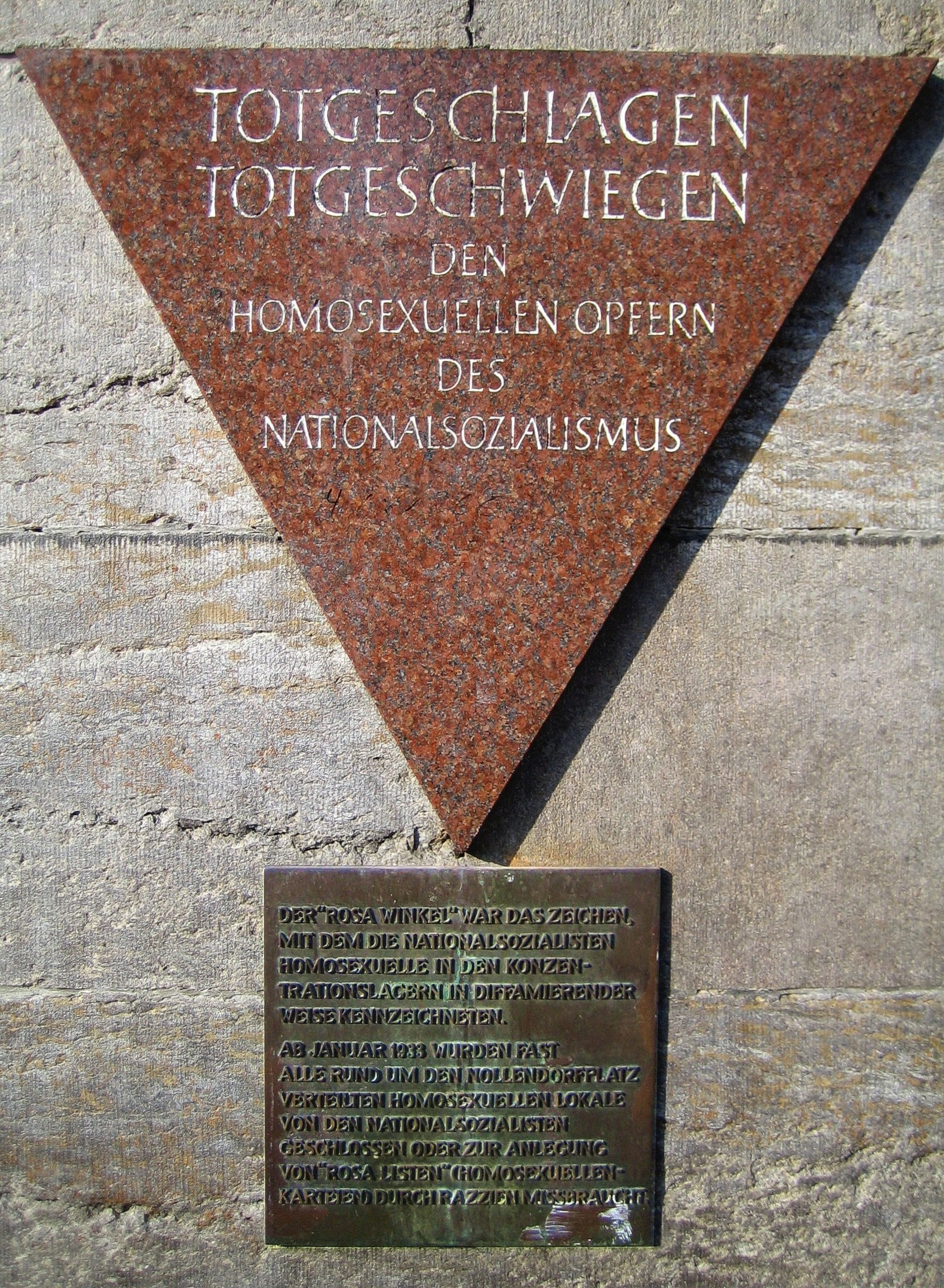
Erinnerungstafel am U-Bahnhof an den „Rosa Winkel“

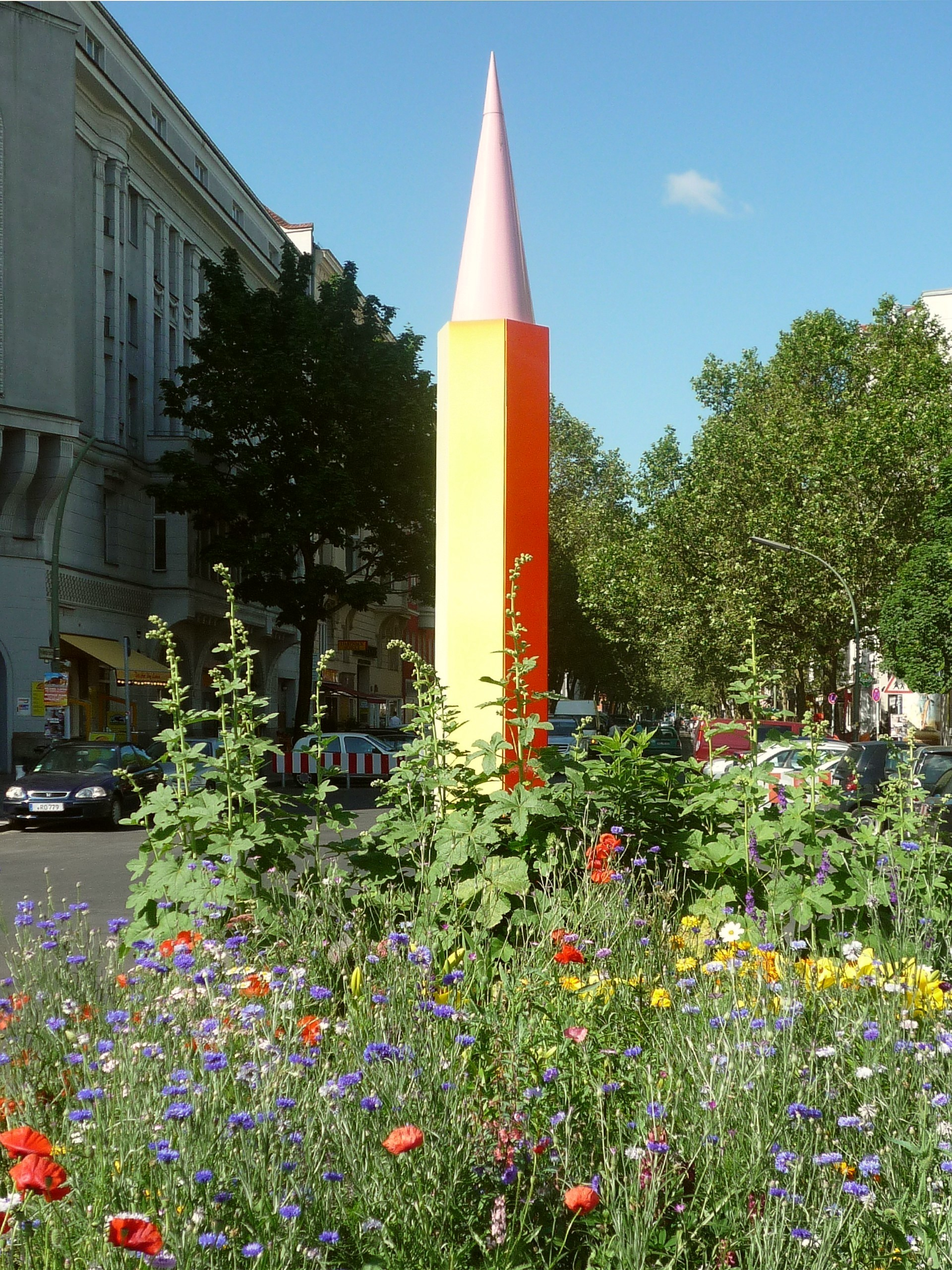
Regenbogenstele des Künstlers Salomé

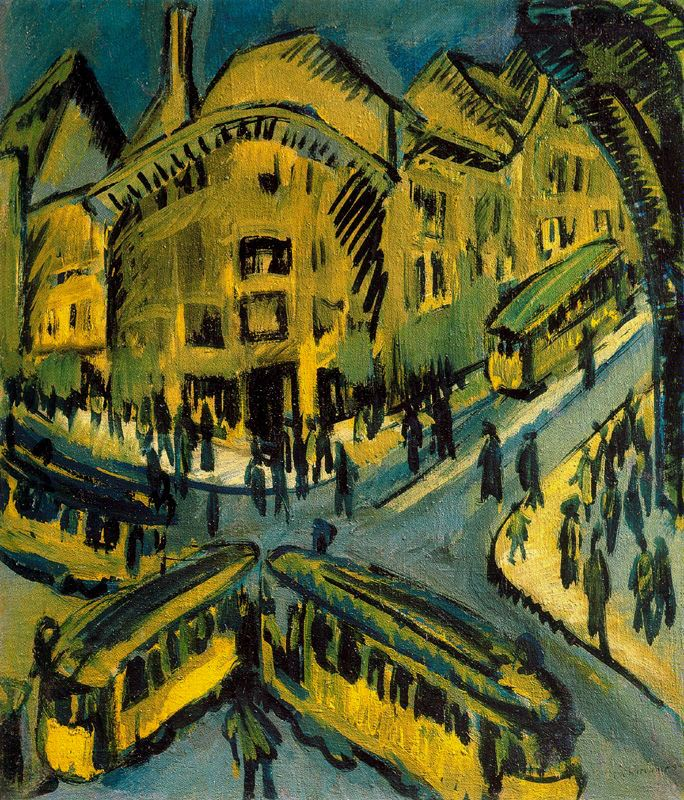
Nollendorfplatz, Ernst Ludwig Kirchner, 1912, Stiftung Stadtmuseum Berlin

Die Biografien bekannter Persönlichkeiten, überwiegend aus künstlerischen Berufen, sind mit dem Nollendorfplatz und seiner näheren Umgebung verbunden. Eine Auswahl (alphabetisch):
- Max Beckmann (1884–1950), Maler und Grafiker, hatte zeitweilig eine Wohnung am Nollendorfplatz 6.
- Walter Benjamin (1892–1940), Philosoph und Übersetzer, verbrachte seine Kindheit in der Kurfürstenstraße.
- Georg Büchmann (1822–1884), Philologe (Geflügelte Worte) wohnte in der Bülowstraße 1.
- Samuel Fischer (1859–1934), Verleger, betrieb sein Unternehmen seit 1897 in der Bülowstraße 90/91.
- Georg Fromberg (1854–1915), Privatbankier, um 1900 einer der reichsten Männer Berlins, bewohnte die noch erhaltene Villa Kurfürstenstraße 132 im Kielgan-Viertel.
- Wilhelm Furtwängler (1886–1954), langjähriger Chefdirigent der Berliner Philharmoniker, geboren Maaßenstraße 1.
- Ödön von Horváth (1901–1938), Schriftsteller, wohnte Ende der 1920er Jahre in einer Pension in der Motzstraße.
- Christopher Isherwood (1904–1986), Schriftsteller, wohnte von 1929 bis 1933 in der Nollendorfstraße 17.
- Else Lasker-Schüler (1869–1945), Prosaschriftstellerin und Lyrikerin, lebte von 1924 bis 1933 in der Motzstraße 7.
- Friedrich Luft (1911–1990), Theaterkritiker („Die Stimme der Kritik“) in West-Berlin, bewohnte von 1940 bis 1990 ein Landhaus in der Maienstraße 4.
- Walter Mehring (1896–1981), Schriftsteller, wurde in der Derfflingerstraße 3 geboren.
- Henny Porten (1890–1960), Schauspielerin, Star des deutschen Stummfilms, besaß angeblich das Haus Kurfürstenstraße 58. An zahlreichen anderen Stellen wird allerdings vermerkt, dass dies nicht belegt ist.
- Nelly Sachs (1891–1970), Dichterin und Literatur-Nobelpreisträgerin, geboren Maaßenstraße 12.
- Helmut Schmidt (1918–2015), Altbundeskanzler, verlobte sich 1942 mit Hannelore („Loki“) Schmidt (1919–2010) auf einer Bank auf dem Nollendorfplatz.[6]
- Rudolf Steiner (1861–1925), Anthroposoph, hatte seit 1903 eine Wohnung in der Motzstraße.
- Lesser Ury (1861–1931), Maler und Grafiker, lebte seit 1920 am Nollendorfplatz 1.
- Frank Wedekind (1864–1918), Schriftsteller und Schauspieler, wohnte in der Kurfürstenstraße.

Die Umgebung rund um den Nollendorfplatz ist Schauplatz des Kinderbuches Emil und die Detektive (1929) von Erich Kästner. Christopher Isherwoods Bücher Mr. Norris steigt um (1935) und Leb wohl, Berlin (1939) spielten teilweise in der nahe liegenden Nollendorfstraße und den traditionsreichen Schwulenkneipen wie dem Eldorado, das auch von Erika und Klaus Mann beschrieben wurde.

Der Nollendorfplatz gilt seit langem als das westliche Zentrum der Lesben- und Schwulenszene in Berlin. Für Besucher ist es einer der Höhepunkte des LGBT-Tourismus in der gesamten Stadt. Ihr Bereich umfasst die traditionsreiche Kneipenszene und multikulturelle Restauration der umliegenden Straßen wie Motzstraße, Maaßenstraße, Eisenacher Straße und Nollendorfstraße bis hin zur Goltzstraße am nicht weit entfernten Winterfeldtplatz. In der Zeit des Nationalsozialismus wurden die von Homosexuellen besuchten Lokale rund um den Nollendorfplatz geschlossen oder durch Razzien „zur Anlegung von ‚Rosa Listen‘ [Homosexuellen-Karteien] missbraucht“. 
 Heute befinden sich am Nollendorfplatz das schwule Beratungs- und Informationszentrum Mann-O-Meter, sowie der schwul-lesbische Buchladen Bruno’s. An der Einmündung der Motzstraße auf den Nollendorfplatz steht das Objekt Regenbogenstele des Künstlers Salomé, gestiftet von der Vereinigung der schwulen Wirte des Viertels. Seit 1993 findet alljährlich an zwei Sommertagen – im Regelfall am dritten Juniwochenende, eine Woche vor dem Christopher Street Day – in mehreren Straßen um den Nollendorfplatz das Lesbisch-schwule Stadtfest Berlin statt. 2007 hatte es 420.000 Besucher, es ist heute das größte homosexuelle Straßenfest in Europa.
Anlässlich einer Demonstration gegen den Besuch des damaligen US-Präsidenten Ronald Reagan kam es am 11. Juli 1982 zu einer der schwersten Straßenschlachten der West-Berliner Geschichte. Trotz eines berlinweit geltenden Demonstrationsverbots, das der Senat verhängt hatte, versammelten sich zahlreiche Personen auf dem Nollendorfplatz. Die Berliner Polizei versuchte, die Anwesenden über Blockaden der Zufahrtsstraßen auf dem Platz einzukesseln. Daraufhin begannen Autonome, die Polizei mit Pflastersteinen zu bewerfen. Ihnen gelang es, über die Bülowstraße einen Fluchtweg freizukämpfen. Das Geschehen verlegte sich auf die Gegend um den Winterfeldtplatz, wo die Polizei Jagd auf flüchtende Demonstranten machte. Insgesamt kam es zu Verletzten auf beiden Seiten sowie hohen Sachschäden. Das Pressefoto eines ausgebrannten Polizeitransporters auf dem Nollendorfplatz gewann in der autonomen Szene als Poster Kultstatus.